# Bourbach-le-Haut
Bourbach-le-Haut (en alsacià Ewerburbàch) és un municipi francès, situat a la regió del Gran Est, al departament de l'Alt Rin. L'any 2006 tenia 408 habitants.

## Demografia
| 1962 | 1968 | 1975 | 1982 | 1990 | 1999 |
| ---- | ---- | ---- | ---- | ---- | ---- |
| 150  | 183  | 187  | 231  | 257  | 324  |

## Administració
| Període   | Identitat      | Partit |
| --------- | -------------- | ------ |
| 2001-2008 | Vincent Bilger |        |
| 2008-     | Joël Mansuy    |        |